# Gaedeodes
Gaedeodes (лат.) — род чешуекрылых из подсемейства совок-пядениц. Род описан в 1955 году Дэвидом Флетчером и  Пьером Виеттом.

## Описание
Тимпанальный орган расположен в заднегрудной области.. Строение копулятивных органов самца сходно с родом Cristatopalpus.

## Классификация
В составе род включают два вида:
- Gaedeodes collenettei Fletcher & Viette, 1955
- Gaedeodes testacea Fletcher & Viette, 1955

## Распространение
Представители рода встречаются в Кот-д’Ивуаре, Гвинее, Нигерии, Гане и Камеруне.